# Ars antiqua
Ars antiga era a música produzida entre os séculos IX e XIII, pelos compositores da chamada Escola de Notre-Dame de Paris. Tem como principal forma musical o organum, e como maiores representantes os compositores Léonin e Pérotin. A ars antiga representa o início da polifonia . Já sua sucessora, a Ars Nova, que privilegiava a música profana. A composição substitui a improvisação. A polifonia substitui a monofonia.Atualmente,registros de Composições desta época que não pertencem a Léonin ou Pérotin são raros.

## bibliografia
- Apel, Willi. The Notation of Polyphonic Music, 900-1600, fifth edition, revised, and with commentary. Publications of the Mediaeval Academy of America, no. 38. Cambridge, Massachusetts: Mediaeval Academy of America, 1961.
- Predefinição:Author missing. "Ars Antiqua". The New Grove Dictionary of Music, and Musicians, edited by Stanley Sadie. 20 vols.  London, Macmillan Publishers Ltd., 1980.  ISBN 1-56159-174-2.
- Franco of Cologne. "Ars cantus mensurabilis". English translation by Oliver Strunk in his Source Readings in Music History,[ref. deficiente]. New York: W. W. Norton & Co., 1950.
- Gleason, Harold, and Warren Becker. Music in the Middle Ages, and the Renaissance, third edition. Music Literature Outlines, Series 1. Bloomington, Indiana: Frangipani Press, 1981.  ISBN 0-89917-034-X.
- Hammond, Frederick, and Oliver B. Ellsworth. "Jacobus of Liège [Iacobus Leodiensis, ?Iacobus de Montibus, ?Iacobus de Oudenaerde, Jacques de Liège]". The New Grove Dictionary of Music, and Musicians, second edition, edited by Stanley Sadie, and John Tyrrell. London: Macmillan Publishers, 2001.
- Harne, George A. "The Ends of Theory, and Practice in the Speculum Musicae". Musica Disciplina 55 (2010): 5-31.
- Harne, George A. "Theory, and Practice in the Speculum Musicae". PhD diss. Princeton: Princeton University, 2008.
- Hentschel, Frank. "Der Streit um die ars nova: Nur ein Scherz?" Archiv für Musikwissenschaft 58, no. 2: 110–30.
- Hoppin, Richard H. Medieval Music.  New York, W.W. Norton & Co., 1978.  ISBN 0-393-09090-6
- Seay, Albert. "Musical Conservatism in the Fourteenth Century". In Something of Great Constancy: Essays in Honor of the Memory of J. Glenn Gray, 1913–1977, edited by Timothy Fuller, 144–57. Colorado Springs: Colorado College, 1979.
- Slocum, Kay Brainerd. 1987. "Speculum Musicae: Jacques de Liège, and the Medieval Vision of God". PhD diss. Kent, OH: Kent State University.
- Smith, F. Joseph." Jacques de Liège's Criticism of the Notational Innovations of the Ars nova". Journal of Musicological Research 4, nos. 3–4 (1983): 267–313.

Basicamente era uma música Antiga, normalmente produzida em França, não esquecendo que era uma música religiosa.